# Spring Valley, Kentucky
Spring Valley är en inkorporerad ort i Jefferson County i Kentucky. Vid 2020 års folkräkning hade Spring Valley 675 invånare.